# Marquesa d'Espard
A marquesa d'Espard é uma personagem da Comédia Humana de Honoré de Balzac, cujo papel principal se apresenta em L'Interdiction, mas que reencontramos em inúmeros romances. Seu nome completo é Jeanne-Clémentine-Athénaïs d'Espard. Ela tem dois filhos com seu marido, o marquês d'Espard: o conde Clement de Nègrepelisse e o visconde Camille d'Espard. Mora no número 104, na rua do Faubourg-Saint-Honoré, atrás do palácio do Eliseu.
Nascida Blamont-Chavry em 1795, ela é, segundo Horace Bianchon, a mulher mais em moda em Paris em L'Interdiction, cuja intriga se situa em 1828. Ela tem o papel de uma mulher malevolente e engenhosa, procurando por todos os meios interdizer seu marido em Paris. Quando o marquês parte à Briançon com seus filhos, a marquesa se recusa a segui-lo. Ela o acusa de dilapidar a fortuna e lança um processo contra ele. O caso, assumido primeiramente pelo íntegro juiz Jean-Jules Popinot, não parece ter um desfecho favorável à marquesa. Ela, contudo, o faz passar para o juiz Camusot, bem menos virtuoso. Este escândalo se torna tão célebre que ela consegue até mesmo garantir a proteção de sua parente, madame de Bargeton, personagem ridícula nas festas mundanas. Ninguém ousa desafiá-la.